# 小郡インターチェンジ (小郡道路)
小郡インターチェンジ（おごおりインターチェンジ）は、山口県山口市小郡下郷の国道2号小郡道路のインターチェンジ。
JR西日本新山口駅に最も近く、国道9号（小郡町中心部、山口市方向）、山口県道212号山口阿知須宇部線（阿知須町、宇部市方向）と接続しているため、小郡道路の中でも利用する車の多いICである。

## 道路
- E2 国道2号小郡道路

## 接続する道路
- 国道9号
- 山口県道212号山口阿知須宇部線

## 周辺
- 西日本旅客鉄道 新山口駅（山陽新幹線、山陽本線、山口線、宇部線）
- 山口県総合交通センター
- 山口南警察署

## 隣
E2 小郡道路
名田島IC - 小郡IC - 大原IC